# Dudley Castle
Dudley Castle er ruinen af et fæstningsværk i byen Dudley i West Midlands i England. Dudley Zoo ligger på borgens område på Castle Hill. Den ligger i udkanten af kalkstensminen Wenlock Group, hvor der blev drevet udstrakt minedrift under den industrielle revolution, og som nu fredet sammen med Wren's Nest Hill, som de bedste eksempler på kalkstensindustrien i Dudley. Ruinen er listed building af første grad. Dudley Tunnel løber under Castle Hill, men ikke under selve fæstningen.
Ifølge legenden opførte sakserne allerede i 700-tallet en fæstning i træ, som de kaldte Dud. Det bliver ikke taget seriøst af historikerne, der daterer borgen til 1066 i forbindelse med den normanniske erobring af England.